# Cottus rhenanus
Cottus rhenanus és una espècie de peix pertanyent a la família dels còtids.

## Descripció
- Fa 9,6 cm de llargària màxima.[1][2]

## Hàbitat
És un peix d'aigua dolça, bentopelàgic i de clima temperat que viu en rierols amb fons de grava.

## Distribució geogràfica
Es troba a Europa: Alemanya.

## Observacions
És inofensiu per als humans.